# Klüttunnel
Der Klüttunnel ist ein 316 Meter langer, ehemaliger Eisenbahntunnel in Hameln. Er gehörte zur Bahnstrecke Bielefeld–Hameln, deren östlicher, ab Lemgo stillgelegter Teil Begatalbahn genannt wurde. Die eingleisige Strecke durchquerte nahe der Weser den Klüt und der Tunnel trug daher seinen Namen. Der Klüttunnel wurde im Jahr 1897 dem Verkehr übergeben und 1980 stillgelegt. Seither dient er als Schutzraum für Fledermäuse.

## Vorgeschichte
Der Tunnel gehörte zur Begatalbahn als eingleisiger Nebenbahnstrecke zwischen Hameln und Lage, die später auch bis Bielefeld führte. Benannt ist die Strecke nach dem Fluss Bega, in dessen Tal sie zwischen Barntrup und Lemgo verläuft. Die Planungen zum Bau entstanden zu Beginn der 1880er Jahre. Nachdem sich Preußen und das Fürstentum Lippe Anfang der 1890er Jahre über die Finanzierung geeinigt hatten, begannen die Arbeiten. Das größte Hindernis stellte die Weser in Hameln dar. Hier entstanden die bautechnisch schwierigsten Bauwerke der Strecke mit dem 316 Meter langen Klüttunnel und der Weserbrücke. Die schwierige Streckenführung mit einem Tunnel wurde hier bewusst gewählt, obwohl ein Verlauf flussaufwärts zwischen dem Ohrberg und dem Klüt bautechnisch einfacher gewesen wäre. Dazu hätten aber im Wesertal lange Dämme entstehen müssen, die das Tal eingeengt und die Hochwassergefahr erhöht hätten.

## Tunnel und Bauarbeiten

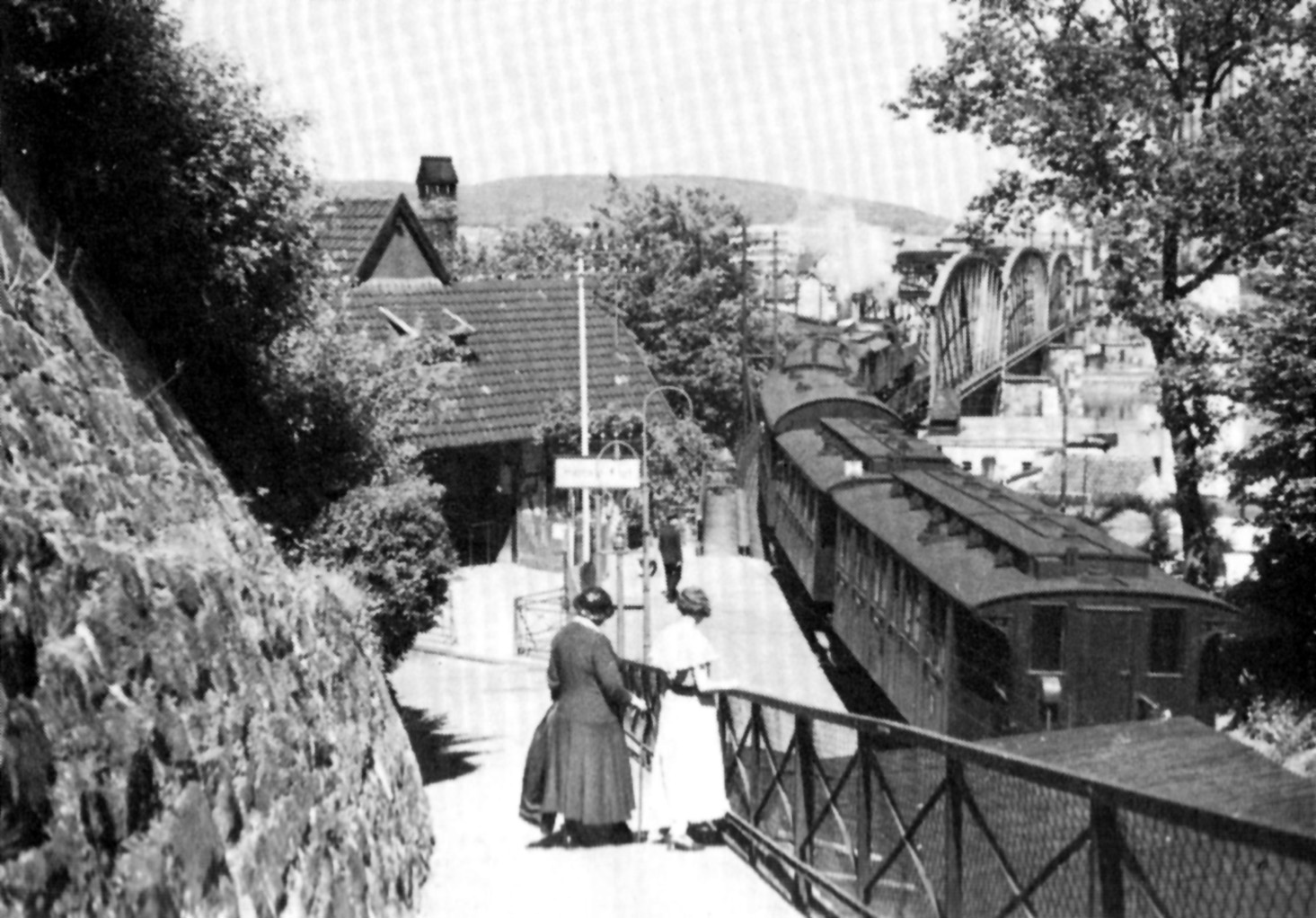
Haltepunkt Hameln/Klüt und Weserbrücke unweit des Klüttunnels, 1920er Jahre

Der Tunnel ist in einem leichten Bogen ausgeführt. Er weist ein Nordostportal in Richtung Hameln sowie ein Südwestportal in Richtung des ehemaligen Bahnhofs Klein Berkel auf. Oberhalb des Nordostportals befand sich eine Skulptur, die den Rattenfänger von Hameln darstellte. Sie befindet sich heute restauriert im Mercure-Hotel in Hameln. Zwischen dem Tunnel und der Weserbrücke lag unmittelbar am Fuße des Klüt der Haltepunkt Hameln-Klüt.
Den Tunnelbau führten etwa 100 Arbeiter aus. Darunter waren rund 50 Arbeiter aus Italien, die in Klein Berkel wohnten. Zur Weser hin wurde ein tiefer und langer Einschnitt in den Berg vorgenommen. Der entnommene Boden und der Aushub aus dem Tunnel dienten der Aufschüttung des fünf Meter hohen Eisenbahndamms auf der anderen Weserseite. Zum Transport der etwa 60.000 m³ Erde wurde eine Seilbahn über den Fluss errichtet. Der Tunneldurchbruch erfolgte am 25. November 1895.

## Betrieb und Stilllegung

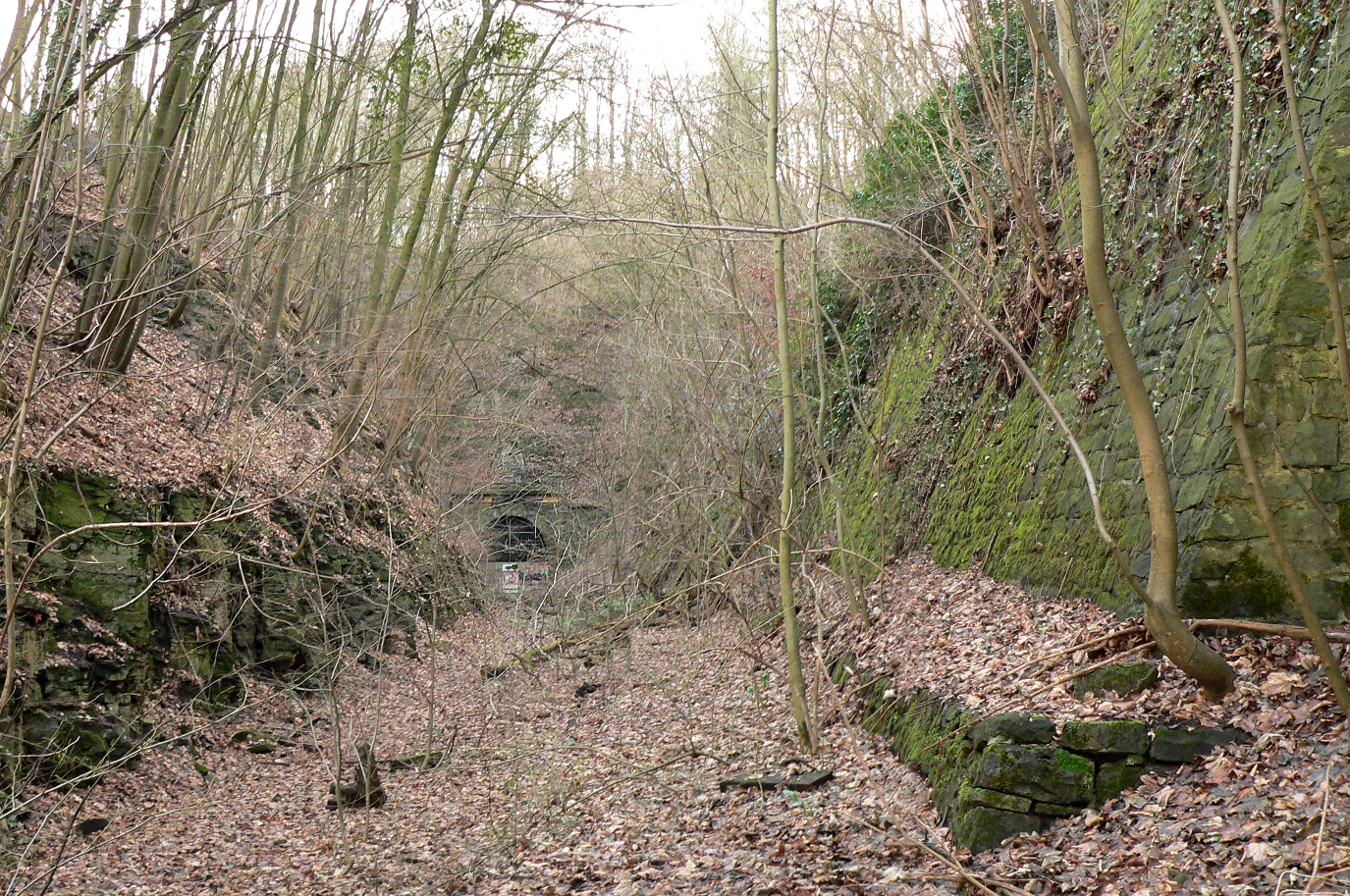
Bergeinschnitt in den Klüt mit ehemaligem Haltepunkt Hameln-Klüt, im Hintergrund das Nordportal des Klüttunnels

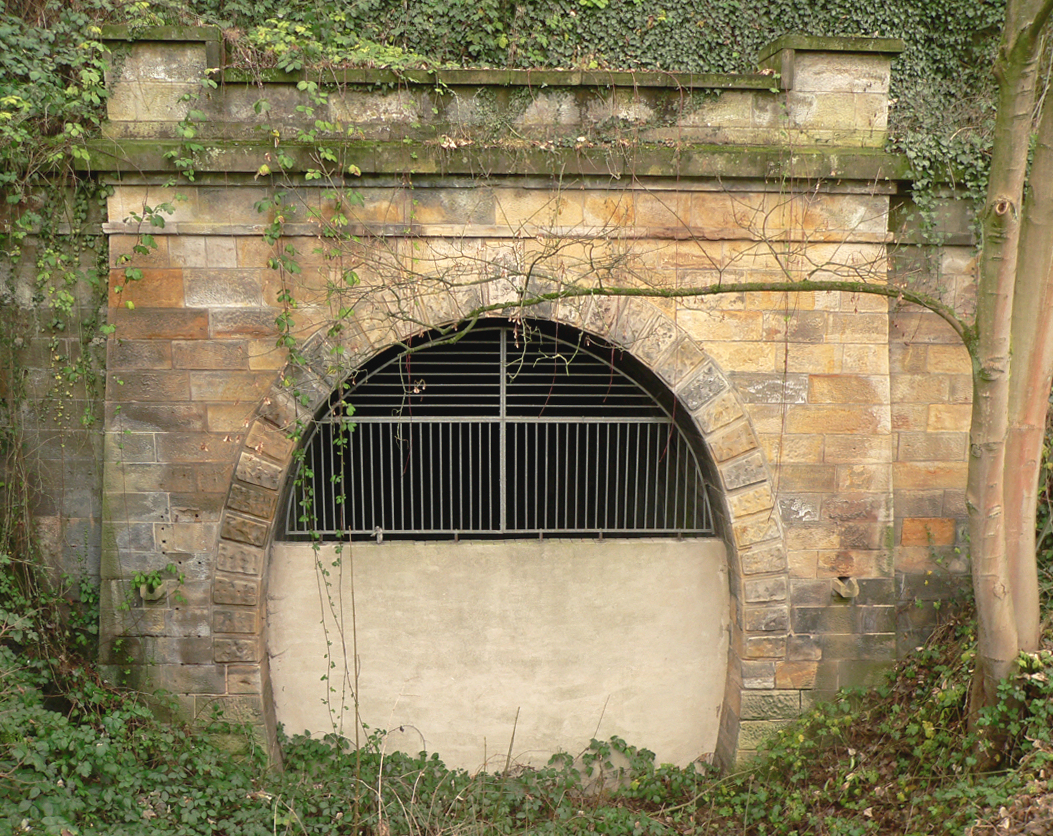
Verschlossenes Südwestportal

Die Bahnstrecke zwischen Hameln und Lage war bereits 1896 weitgehend fertiggestellt, jedoch verzögerten die Hindernisse von Klüt und Weser ihre Vollendung. Der Tunnel und die lange Brücke über den Fluss erforderten neben Kosten und Zeit ein hohes Maß an Ingenieurskunst. Die Bauten galten damals als Zeichen des Fortschritts und Siegeszug der Industrialisierung. Am 30. Oktober 1897 wurde die Strecke eingeweiht und damit der Klüttunnel in Betrieb genommen. Hierbei waren hohe Regierungsvertreter aus Preußen und Lippe anwesend, darunter der Oberpräsident der Provinz Hannover Rudolf von Bennigsen.  Der durchgehende Verkehr von Hameln bis Bielefeld war erst mit dem Endausbau der Strecke 1904 möglich. Während des Zweiten Weltkrieges diente der Tunnel der Bevölkerung bei den Angriffen auf Hameln als Luftschutzraum. Vom Bahnhof beförderte ein ständig bereitstehender Zug die Bewohner bei Fliegeralarm dorthin. Als gegen Kriegsende amerikanische Truppen im Anmarsch waren, sprengten deutsche Pioniere am 5. April 1945 in der Nähe des Klüttunnels die Weserbrücke, über die die Bahnstrecke führte. Dadurch fuhr der Zug aus Richtung Bielefeld nur noch bis zum Haltepunkt Hameln-Klüt und konnte den Hamelner Bahnhof nicht mehr anfahren. Erst nach vierjährigem Wiederaufbau der schwer beschädigten Brücke wurde die Strecke im Jahr 1949 erneut in Betrieb genommen.
Mitte der 1970er Jahre kamen Gerüchte über die Stilllegung der Begatalbahn wegen geringer Beförderungszahlen und Schäden an der Weserbrücke bei Hameln auf. Da die Strecke als unwirtschaftlich bewertet wurde, folgte 1980 die Einstellung des Personenverkehrs und etwa 1983 der Abbau der Gleise im Klüttunnel. Der nahe dem Tunnel gelegene Haltepunkt Hameln-Klüt wurde einschließlich eines kleinen Bahnhofsgebäudes 1990 abgerissen. Von der Station ist heute nur noch die bis zum Tunnel führende Bahnsteigkante erkennbar. Die beiden Tunnelportale sind im unteren Bereich zugemauert worden. Darüber versperren Stahlgitter den Zugang. Heute dient der Tunnel als Schutzraum für seltene Fledermausarten.